# Helmuth Grevenkop-Castenskiold
Hans Schack Helmuth Grevenkop-Castenskiold (18. marts 1838 på Hagestedgård ved Holbæk – 29. maj 1913 i København) var en dansk godsejer, far til Jørgen Adolph Grevenkop-Castenskiold.
Han var søn af landstingsmand Jørgen Grevenkop-Castenskiold, gik på Sorø Akademi fra 1849 til 1854 og var sekondløjtnant af reserven i Gardehusarregimentet 1861-64 og fik senere karakter af ritmester. 1874 arvede han Store og Lille Frederikslund i Sorø Amt. Han blev kammerjunker 1866, hofjægermester 1880, Ridder af Dannebrog 1900 og kammerherre 1907. Han bar også Æreslegionen og Frelserordenen.
Han blev gift 3. oktober 1862 i Garnisons Kirke med Louise Frederikke Franciska Brockdorff (29. februar 1840 i København - 25. november 1910 på Store Frederikslund), datter af Frederik Adolph Schack von Brockdorff (1810-1859) og Caroline Augusta Dannemand (1812-1844).
Han er begravet på Sorterup Kirkegård.
Han er gengivet i fotografier af Kittendorff & Aagaard og Hansen & Weller og i et ovalt portrætmaleri.